# بوربور سفلی
بوربور سفلی روستایی از توابع بخش کاکاوند در شهرستان دلفان در استان لرستان ایران است.

## جمعیت
این روستا در دهستان کاکاوند غربی قرار دارد و بر اساس سرشماری مرکز آمار ایران در سال ۱۳۸۵، جمعیت آن ۸۹ نفر (۱۷ خانوار) بوده‌است.